# Hypena loxogramma
Hypena loxogramma là một loài bướm đêm trong họ Erebidae.